# Monochamus saltuarius
Monochamus saltuarius är en skalbaggsart som först beskrevs av Friedrich-August von Gebler 1830.  Monochamus saltuarius ingår i släktet Monochamus och familjen långhorningar.
Artens utbredningsområde är Ukraina. Arten har ej påträffats i Sverige. Inga underarter finns listade i Catalogue of Life.

## Bildgalleri

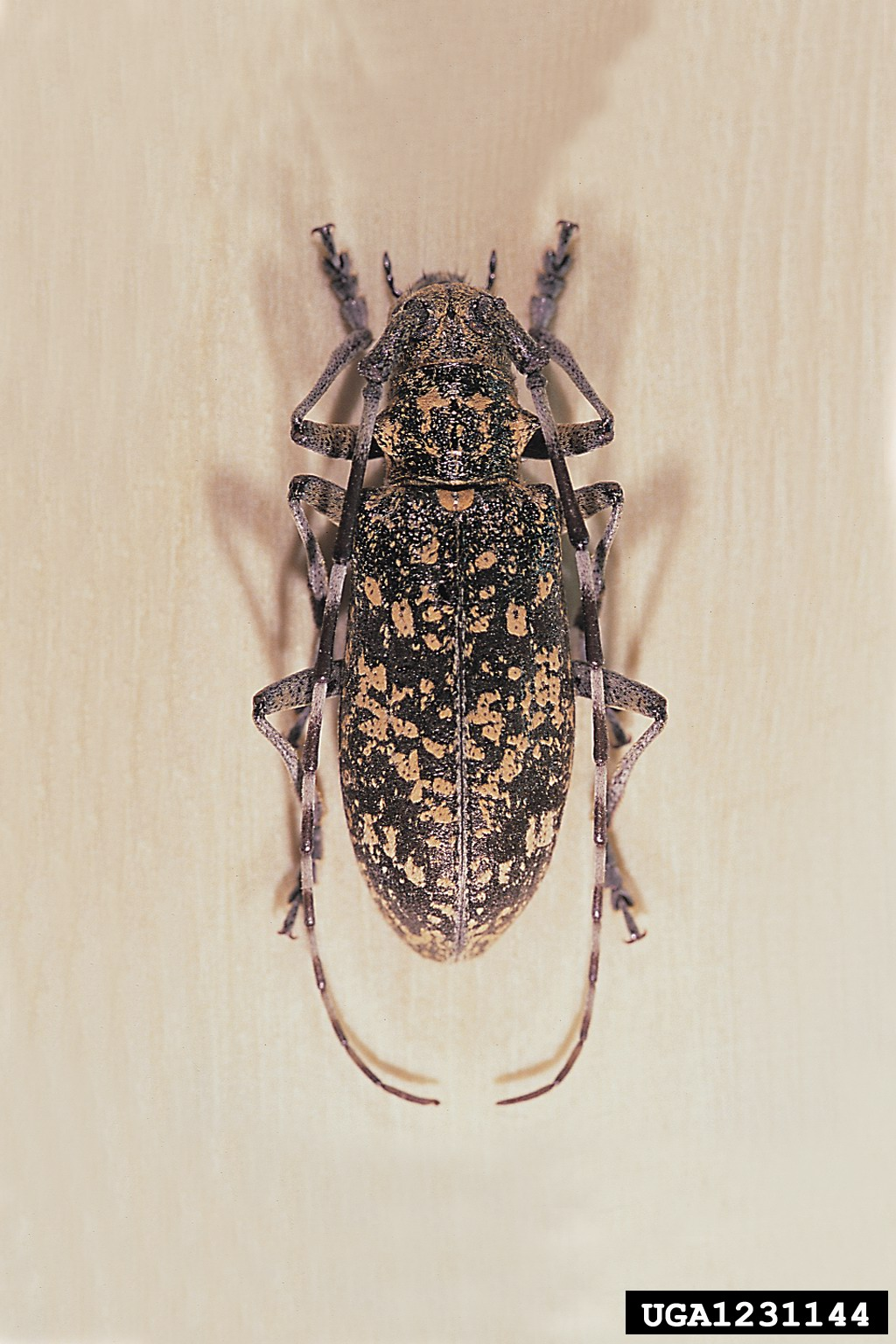